# Brandhof (Gemeinde Mariazell)

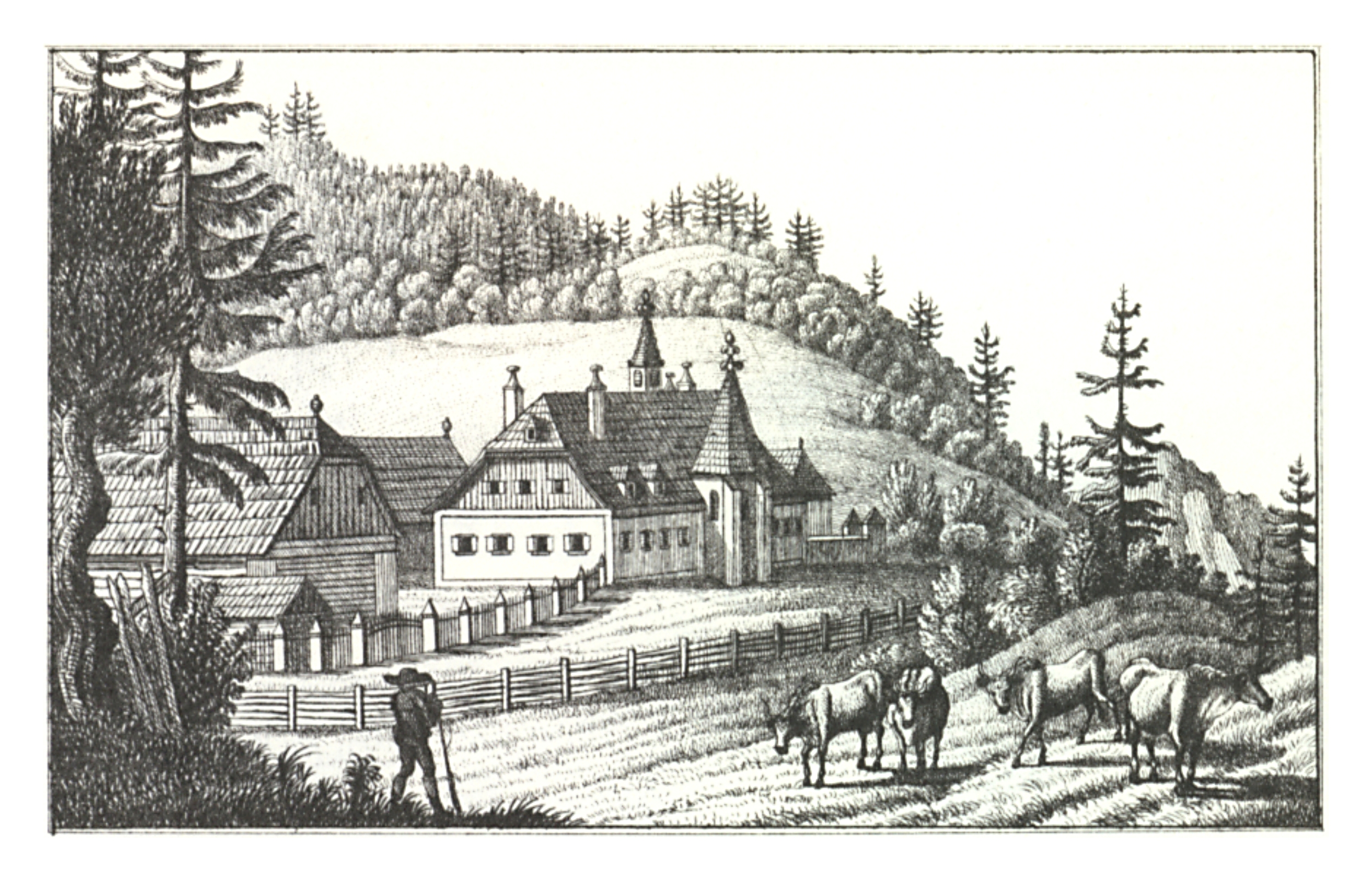
Schloss Brandhof im Jahr 1825

Der Brandhof (auch „Schloss Brandhof“) ist ein sehr altes Bauerngut am Fuße des Seebergsattels an der Mariazeller Straße im Gemeindegebiet von Mariazell im Bezirk Bruck-Mürzzuschlag in der Steiermark. Er steht unter Denkmalschutz.

## Geschichte
Der Brandhof im Besitz des Stiftes St. Lambrecht war ein uralter, einschichtig gelegener Bauernhof. Er stand genau auf der Grenze zwischen den Herrschaften Mariazell und Aflenz. Der Hof selbst befand sich noch auf Mariazeller Gebiet, die landwirtschaftlich genutzten Grundstücke lagen jedoch großteils im Bereich der Herrschaft Aflenz. Um 1390 war ein gewisser Prantner Pächter des Gutes, dessen Name auf den Hof überging. Der Besitzer des Brandhofes war Ende des 15. Jahrhunderts zu Vorspanndiensten über den 1254 m hohen Seebergsattel verpflichtet.
Erzherzog Johann, der jüngere Bruder des Kaisers Franz I. von Österreich, erwarb das Bauerngut 1818 in einer Auktion, bei der er Johann Hippmann als Strohmann entsandte. Der Erzherzog hatte vor, hier ein Musterlandgut für alpenländische Viehzucht zu errichten. Dafür ließ er einen Stall für 37 Kühe bauen, änderte aber aus finanziellen Gründen am bescheidenen Wohnhaus vorerst wenig. Als er von Albert von Sachsen-Teschen 200.000 Gulden erbte, konnte er weitere Pläne ausführen. In den darauffolgenden sechs Jahren ließ er das Gut, großteils nach eigenen Plänen, zu einem ansehnlichen Jagdschloss ausbauen. Durch Zukäufe wurde der Grundbesitz wesentlich vergrößert. Kurz nach dem Erwerb ließ er den Hof als „Freigut Brandhofen“ in die Landtafel eintragen. In der neu errichteten Kapelle im Schloss heiratete Erzherzog Johann Anna Plochl, die Tochter des Postmeisters von Aussee, nachdem er sechs Jahre auf die Erlaubnis seines Bruders warten musste. 1834 erhielt Anna Plochl das Adelsprädikat „Freifrau von Brandhofen“ verliehen. Erzherzog Johann hielt sich vor allem während der Jagdsaison gerne am Brandhof auf. Er diente ihm und seinen Jagdgästen als Stützpunkt für die Gamsjagd im Hochschwabgebiet. Weithin berühmt war sein Alpengarten mit seltenen Gebirgspflanzen aus Europa und Asien.
1962 fingen einige Wirtschaftsgebäude Feuer, das Jagdschloss konnte aber gerettet werden. Auch heute befindet es sich noch im Besitz seiner Nachkommen, der Familie Meran.

## Architektur und Ausstattung

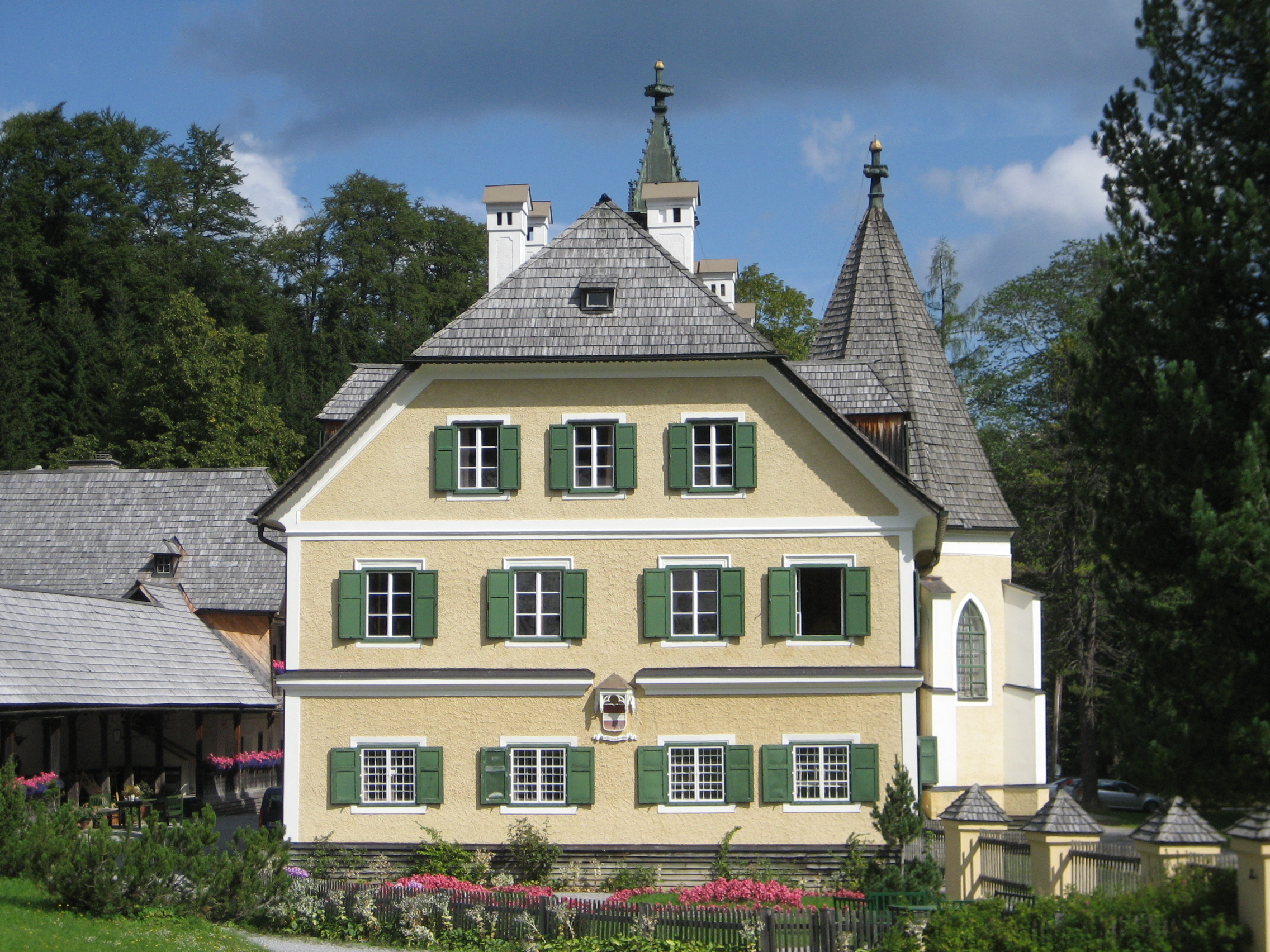
Schloss Brandhof 2007

Die Anlage besteht aus dem eigentlichen Herrenhaus (dem Jagdschloss) und einigen Wirtschaftsgebäuden in ländlicher Bauweise. Das Wohnhaus ist ein langgestreckter rechteckiger Bau, der zum Schutz vor den in dieser Gegend üblichen ergiebigen Schneefällen mit einem hohen und steilen Schopfwalmdach versehen ist. Das Dachgeschoß ist ausgebaut. Über der Gebäudemitte ist ein neugotischer Dachreiter mit Uhr und Glocke. Darunter springt die achteckige neugotische Kapelle aus der Fassade deutlich vor. Darüber ist ein kleiner Kirchturm. In dieser befindet sich eine gotische Holzstatue der Madonna mit dem Jesuskind, die um 1450 geschaffen und im Barock neu bemalt wurde. Sie stammt ursprünglich aus Schloss Thernberg, das bis 1822 ebenfalls im Besitz Erzherzog Johanns war, wurde aber von diesem in den Brandhof übertragen. Die restliche Ausstattung in der Kapelle ist neugotisch. Bei der Gestaltung der Innenräume wurde nicht so viel auf Repräsentation als auf biedermeierliche Wohnatmosphäre geachtet. Die Fenster im großen Speisesaal wurden von Ludwig Ferdinand Schnorr von Carolsfeld und Matthäus Loder entworfen und von Anton Kothgasser nach 1828 als Glasmalereien ausgeführt. In ihnen sind verschiedene Besitztümer des Erzherzogs und historische Ereignisse aus seinem Leben dargestellt. Schnorr von Carolsfeld war auch für die gesamte Innenausstattung des Gebäudes zuständig. Die Konsolfiguren und Wappen der Balkendecke wurden von Daniel Böhm geschaffen – sie beziehen sich auf die Geschichte der Habsburger. Das „Jägerzimmer“ ist mit Zirbenholz vertäfelt. Später richtete Erzherzog Johann hier ein privates Jagdmuseum ein. Für die dortigen Glasfenster stammen die Entwürfe von Jakob Gauermann, die 1820/21 von Gottlob Samuel Mohn umgesetzt wurden.